# Episodi di PJ Masks - Superpigiamini (terza stagione)
La terza stagione della serie animata Pj Masks - Superpigiamini è stata trasmessa negli Stati Uniti su Disney Junior a partire dal 19 aprile 2019. In Italia la serie è stata trasmessa tra il 2019 e il 2020 su Disney Junior.
| n.  | Titolo originale            | Titolo italiano                               | Prima TV USA      | Prima TV Italia |
| --- | --------------------------- | --------------------------------------------- | ----------------- | --------------- |
| 1a  | Moon Madness                | Follia lunare                                 | 19 aprile 2019    |                 |
| 1b  | Moon Madness                | Follia lunare 2 parte                         | 19 aprile 2019    |                 |
| 2a  | Armadylan and Robette Rule  | Il dominio di Armadylan e Robette             | 26 aprile 2019    |                 |
| 2b  | Armadylan Zen               | La pace interiore di Armadylan                | 26 aprile 2019    |                 |
| 3a  | Way of the Woofy            | Diventare veri lupi                           | 3 maggio 2019     |                 |
| 3b  | Werejalinos                 | Lupi mini ninja                               | 3 maggio 2019     |                 |
| 4a  | PJ Comet                    | La falsa PJ cometa                            | 10 maggio 2019    |                 |
| 4b  | Glowy Moths                 | Falene brillanti                              | 10 maggio 2019    |                 |
| 5a  | Teacher Goes Ninja          | Il maestro diventa Ninja                      | 31 maggio 2019    |                 |
| 5b  | Robot Goes Wrong            | Problemi con i Robot                          | 31 maggio 2019    |                 |
| 6a  | Lionel's Powers             | I poteri di Lionel                            | 7 giugno 2019     |                 |
| 6b  | Best Friends Forever        | Migliori amiche per sempre                    | 7 giugno 2019     |                 |
| 7a  | Meet An Yu                  | Ecco a voi An Yu                              | 21 giugno 2019    |                 |
| 7b  | Meet An Yu                  | Ecco a voi An Yu 2 parte                      | 21 giugno 2019    |                 |
| 8a  | The Moon Prix               | La corsa della Luna                           | 5 luglio 2019     |                 |
| 8b  | Pirates Ahoy!               | Attenti a quei pirati                         | 5 luglio 2019     |                 |
| 9a  | The Secret of the Pagoda    | Il Segreto della Pagoda                       | 12 luglio 2019    |                 |
| 9b  | Storm of the Ninja          | La Tempesta del Ninja Della Notte             | 12 luglio 2019    |                 |
| 10a | Arma-Leader                 | Arma-Leader                                   | 19 luglio 2019    |                 |
| 10b | Owlette Slips Up            | Lo scivolone di gufetta                       | 19 luglio 2019    |                 |
| 11a | The Splat Monster           | Il Mostro di Appiccicume                      | 2 agosto 2019     |                 |
| 11b | The Splat Monster           | Il Mostro di Appiccicume seconda parte        | 2 agosto 2019     |                 |
| 12a | Moth on the Moon            | Falene sulla Luna                             | 30 agosto 2019    |                 |
| 12b | Fly Me to the Moon          | Portami sulla Luna                            | 30 agosto 2019    |                 |
| 13a | Luna's Cosmic Tantrum       | Lunetta e il capriccio cosmico                | 6 settembre 2019  |                 |
| 13b | Motsuki the Best            | Viva Falenova                                 | 6 settembre 2019  |                 |
| 14a | Wheels of a Hero            | Un Eroe a Piedi                               | 20 settembre 2019 |                 |
| 14b | Moonwolfy                   | Luna Luposa                                   | 20 settembre 2019 |                 |
| 15a | Clash on Mystery Mountain   | Lo Scontro sulla Montagna Misteriosa!         | 11 ottobre 2019   |                 |
| 15b | A Teeny Weeny Problem       | Un Minuscolo Problema                         | 11 ottobre 2019   |                 |
| 16a | Take Romeo off the Road     | Romeo si toglie di mezzo                      | 18 ottobre 2019   |                 |
| 16b | Mission: PJ Seeker          | Missione: Pigiacercatore                      | 18 ottobre 2019   |                 |
| 17a | Wolfy Powers                | Poteri luposi                                 | 8 novembre 2019   |                 |
| 17b | Do the Gekko                | Il ballo del Geco                             | 8 novembre 2019   |                 |
| 18a | Armadylan, Action Hero      | Armadylan, Supereroe                          | 15 novembre 2019  |                 |
| 18b | Super Muscles Show Off      | Super Muscoli in mostra                       | 15 novembre 2019  |                 |
| 19a | The Prank Wheelz            | I Turbo scherzi                               | 22 novembre 2019  |                 |
| 19b | Where's the Wolf Wheelz?    | Dov'è l'auto mannara                          | 22 novembre 2019  |                 |
| 20a | Villain of the Sky          | Malvagi del cielo                             | 6 dicembre 2019   |                 |
| 20b | Protector of the Sky        | Protettrice del cielo                         | 6 dicembre 2019   |                 |
| 21a | The PJ Masks Save Christmas | I Super pigiamini salvano il Natale           | 6 dicembre 2019   |                 |
| 21b | The PJ Masks Save Christmas | I Super pigiamini salvano il Natale parte due | 6 dicembre 2019   |                 |
| 22a | Romeo's Melody              | La melodia di Romeo                           | 10 gennaio 2020   |                 |
| 22b | PJ Robot Takes Control      | PJ Robot prende il controllo                  | 10 gennaio 2020   |                 |
| 23a | PJ Sky Pirates              | Pigiapirati del cielo                         | 17 gennaio 2020   |                 |
| 23b | The Disappearing Ninjas     | Ninja scomparsi                               | 17 gennaio 2020   |                 |
| 24a | Gekko Everywhere            | Geco dappertutto                              | 24 gennaio 2020   |                 |
| 24b | Gekko Takes Charge          | Geco prende il comando                        | 24 gennaio 2020   |                 |
| 25a | Big Sister Motsuki          | Falenova sorellona                            | 7 febbraio 2020   |                 |
| 25b | PJ Party Crasher            | Alla festa senza invito                       | 7 febbraio 2020   |                 |
| 26a | Master of the Moat          | Signore delle acque                           | 13 marzo 2020     |                 |
| 26b | PJ Robot vs. Romeo          | PjRobot contro Romeo                          | 13 marzo 2020     |                 |